# Джон Джо Невін
Джон Джо Невін  (англ. John Joe Nevin, 7 червня 1989) — ірландський професійний боксер, олімпійський медаліст (2012), чемпіон Європи (2013).

## Аматорська кар'єра

### Виступи на Олімпіадах

#### Олімпіада 2012
• У першому раунді змагань переміг Денніса Джейлана (Данія) — 21-6
• У другому раунді змагань переміг Каната Абуталіпова (Казахстан) — 15-10
• У чвертьфіналі переміг Оскара Вальдеса (Мексика) — 19-13
• У півфіналі переміг Лазаро Альвареса (Куба) — 19-14
• У фіналі програв Люку Кемпбеллу (Велика Британія) — 11-14
| Олімпіада   | Дисципліна | Місце |
| ----------- | ---------- | ----- |
| Пекін 2008  | до 54 кг   | =9    |
| Лондон 2012 | до 56 кг   | 2     |

### Чемпіонат Європи 2013
На попередніх стадіях чемпіонату Європи, що пройшов у Мінську, послідовно переміг Сельжука Екера (Туреччина) — 3-0, Крістіана Негі (Угорщина) — 3-0, Володимира Нікітіна (Росія) — 3-0.
У фіналі переміг українця Миколу Буценко — 3-0, ставши чемпіоном у категорії до 56 кг.

## Професіональна кар'єра
17 березня 2014 року провів перший бій на профірингу.
16 листопада 2019 року в бою проти нікірагуанця Фредді Фонсека за очками завоював вакантний титул інтернаціонального чемпіона WBA у другій напівлегкій вазі.